# Корнелія Клепп
Корнелія Марія Клепп (17 березня 1849 р. — 31 грудня 1934 р.) — американський зоолог і академік, яка спеціалізувалася на морській біології. Вона народилася в місті Монтегю, штат Массачусетс, була першою дочкою і найстаршою дитиною у родині двох вчителів.
Корнелія відвідувала Сіракузький Університет, розташований у Нью-Йорку, та Університет Чикаго, отримавши і перший, і другий Ph.B. наукові ступені, присвоєні жінкам у Сполучених Штатах, в 1889 році з Сіракуз і 1896 з Чикаго. Коледж Маунт-Голіок, побудований в 1924 році, був названий на її честь, там розміщувалися класи біології та лабораторія.

## Освіта та кар'єра
Клепп успішно завершила бакалаврат в жіночій семінарії коледжу Mount Holyoke (попередник сьогоднішнього коледжу Голівук) в 1871 році. Далі Корнелія провела один рік на посаді вчителя латинської мови в школі-інтернаті для хлопчиків, Potter Hall, в Андалусії, штат Пенсильванія .
Вона повернулася в Маунт Холіок в 1872 році, викладала математику і природознавство, перш ніж стати інструктором гімнастики коледжу з 1876 по 1891.
Клепп продовжила навчання в аспірантурі школи природничої історії Луї Агассіза Андерсона на Penikese Island в Массачусетсі в 1874 р. Корнелія взяла за приклад для наслідування вислів Агассіза «Досліджуй природу, а не книги!»
Вона удосконалювала свої знання за допомогою ембріологічного курсу у коледжі Маунт Холіок. Разом з іншими ентомологами Нової Англії Корнелія збирала колекції комах у Білих горах Нью-Гемпшира влітку 1875 року і в середньоатлантичних країнах у 1877 році: морська станція Університету Джона Хопкінса в Бофорті, СК і Смітсонівському інституті у Вашингтоні, округ Колумбія.
Корнелія також проводила короткі дослідження щодо розвитку курячих ембріонів і дощових черв'яків в Массачусетському технологічному інституті і в коледжі Вільямса на початку 1880-х років. Починаючи з 1888 року, вона співпрацювала з Морською біологічною лабораторією у Вудс Хол, де проводила лабораторні дослідження, а потім стала викладачем і довіреною особою. Її докторська дисертація про рибу була опублікована в журналі Морфологія в 1889 році.
Коли в 1888 році Маунт Холіок здійснив перехід від семінарії до коледжу, Клепп взяла трирічну відпустку, щоб отримати докторський ступінь в Чиказькому університеті . Коли вона повернулася в Маунт Холіок, допомогла організувати кафедру зоології, а в 1904 році отримала вчене звання професора зоології. Хоча Корнелія була в першу чергу відома як педагог, а не автор багатьох наукових робіт, в 1906 році її ім'я було у списку 150 найвідоміших зоологів у США за версією журналу American Man of Science.

## Спадщина

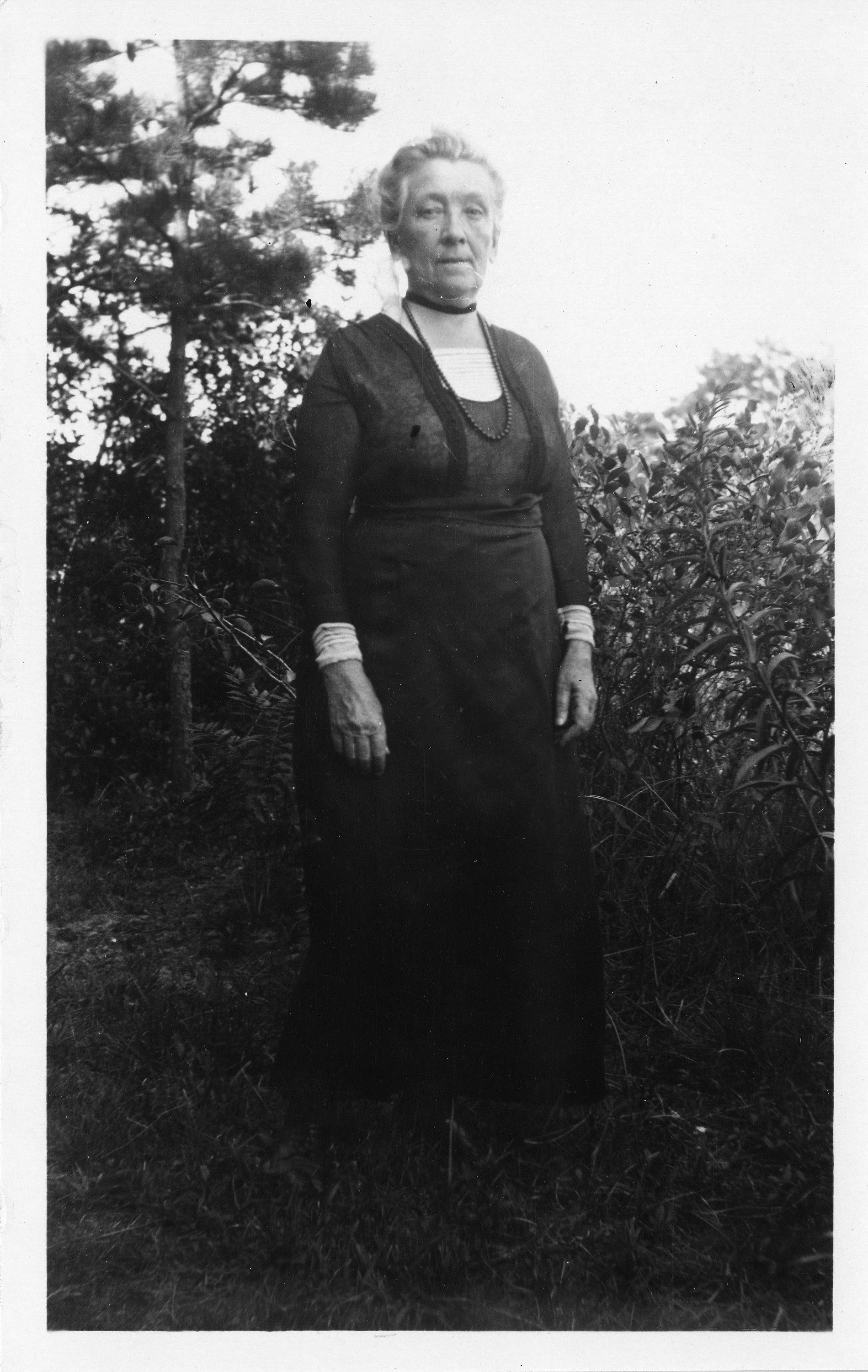
Корнелія у літньому віці

У той час, коли світ науки почав відкриватися для жінок, внесок Корнелії Клепп як вчителя був великим і вагомим. Хоча вона мало публікувалася, її основне завдання полягало у тому, щоб розширити наукові знання і можливості для жінок через освіту.
Її викладацький підхід можна побачити у враженнях Луїзи Бейрд Уоллес, яка прибула в Маунт Холіок в 1891 році. Директор школи в Огайо сказав їй: «Ви повинні вчитися у доктора Клепп. В баках вона тримає живих жаб.» Про Корнелію Клепп Луїза написала: «Я прийшла, побачила; вона підкорила. Тоді я відчувала і зараз відчуваю, що ніколи не була повністю живою, поки не знала її»

## Подальше читання
- Faulkner, Nicholas (2017). Top 101 women of STEM. New York : Britannica Educational Publishing in association with Rosen Educational Services. ISBN 9781680484991. Архів оригіналу за 8 червня 2019. Процитовано 8 червня 2019.  Faulkner, Nicholas (2017). Top 101 women of STEM. New York : Britannica Educational Publishing in association with Rosen Educational Services. ISBN 9781680484991. Архів оригіналу за 8 червня 2019. Процитовано 8 червня 2019.  Faulkner, Nicholas (2017). Top 101 women of STEM. New York : Britannica Educational Publishing in association with Rosen Educational Services. ISBN 9781680484991. Архів оригіналу за 8 червня 2019. Процитовано 8 червня 2019.
- Reynolds, Moira Davison (2004). American women scientists : 23 inspiring biographies, 1900–2000. Jefferson, N.C. : McFarland. ISBN 0786421614.  Reynolds, Moira Davison (2004). American women scientists : 23 inspiring biographies, 1900–2000. Jefferson, N.C. : McFarland. ISBN 0786421614.  Reynolds, Moira Davison (2004). American women scientists : 23 inspiring biographies, 1900–2000. Jefferson, N.C. : McFarland. ISBN 0786421614.
- Shearer, Benjamin; Shearer, Barbara Smith (1996). Notable women in the life sciences : a biographical dictionary. Westport, Conn. : Greenwood Press. ISBN 0313293023. Архів оригіналу за 27 березня 2019. Процитовано 8 червня 2019.  Shearer, Benjamin; Shearer, Barbara Smith (1996). Notable women in the life sciences : a biographical dictionary. Westport, Conn. : Greenwood Press. ISBN 0313293023. Архів оригіналу за 27 березня 2019. Процитовано 8 червня 2019.  Shearer, Benjamin; Shearer, Barbara Smith (1996). Notable women in the life sciences : a biographical dictionary. Westport, Conn. : Greenwood Press. ISBN 0313293023. Архів оригіналу за 27 березня 2019. Процитовано 8 червня 2019.